# Smart glas

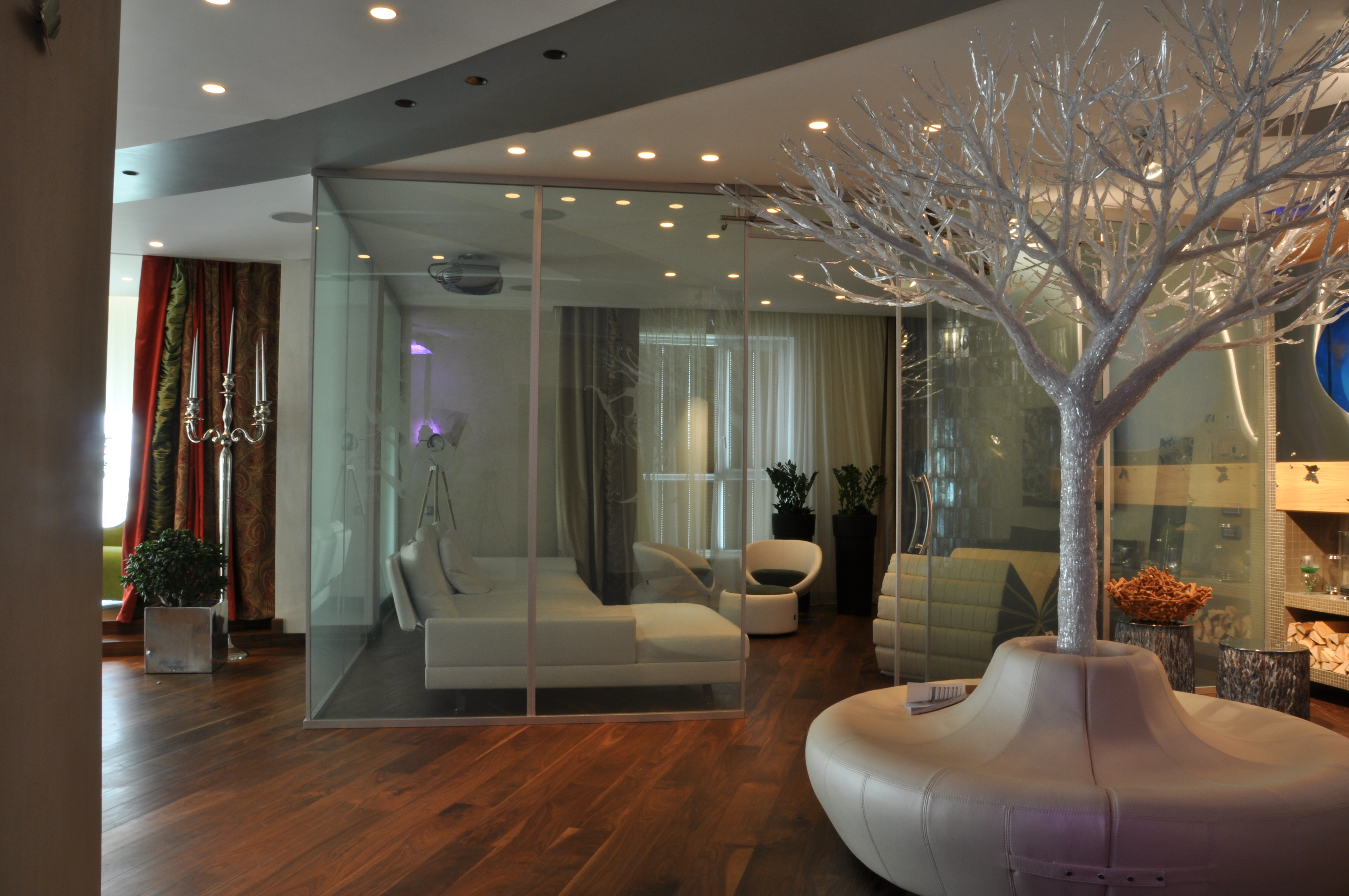
Smart glas "på"

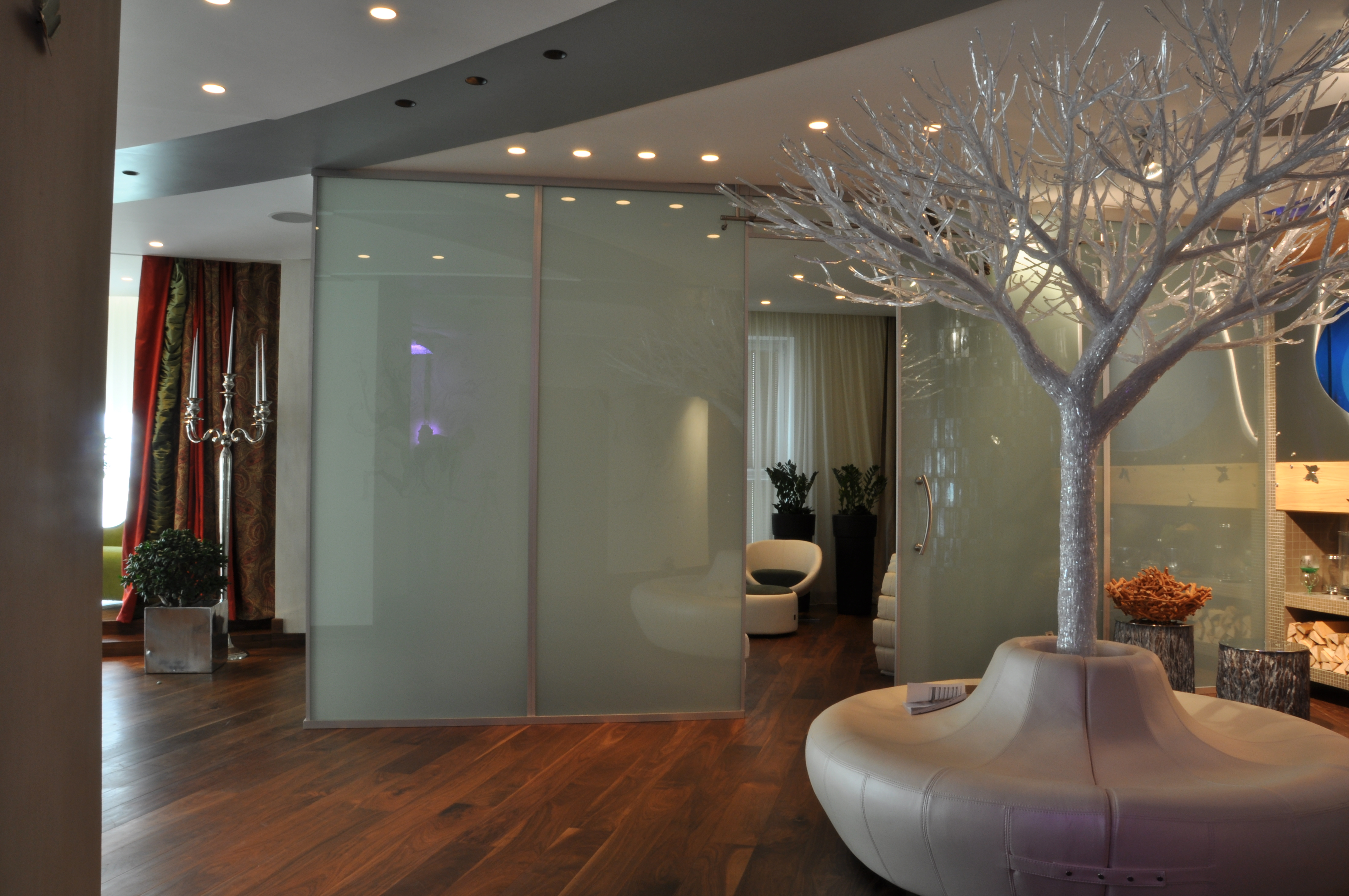
Smart glas "av"

Smart glas kallas fönster som har förmågan att ändra ljusgenomsläppet med hjälp av en elektrisk spänning. Spänningen kan få transparensen att ändra glasets egenskaper till translucens och därmed går det att styra om det ska gå att se igenom glaset eller inte. Ett smart glas kan också minska ljusinstrålningen genom att materialet mörkas ned.
Exempel på smarta glasteknologier är elektrokroma, fotokroma samt flytande kristaller. 

## Teknologier

### Dynamiska glas
Nanomaterial kan användas för att minska ljusinstrålningen   i byggnader. När solen lyser mörknar glaset, och när solljuset avtar ljusnar glaset. En typ av dynamiskt glas består av ett tunnfilmslaminat som läggs mellan två fönsterglas. Egenskaperna i laminatet styrs sedan med hjälp av ett styrsystem.

## Läs mer
- Claes-Göran Granqvist, Handbook of Inorganic Electrochromic Materials, Elsevier, Amsterdam, 1995, reprinted 2002